# Hans Figura
Hans Figura (* 22. Januar 1898 in Nagykikinda, heute Kikinda, Serbien; † 17. Februar 1978 in Wien) war ein österreichischer Grafiker (Radierer) und Landschaftsmaler.

## Leben
Hans Figura wurde in der Zeit der Österreichisch-Ungarischen Monarchie in Nagykikinda, einer Stadt im ungarischen Banat, geboren. Ab 1908 kam Figura nach Wien, besuchte und absolvierte dort das Gymnasium und erhielt eine Ausbildung an der Graphischen Lehr- und Versuchsanstalt. Nach einem Kriegseinsatz im Ersten Weltkrieg begann er kurz das Studium der Medizin, beschäftigte sich aber vermehrt mit kunsthandwerklichen Arbeiten in der Buchbinderei, in der Kunst der Batiktechnik, des Lederdruckes und mit Illustrationen. Ab 1922, nach ersten künstlerischen Erfolgen, widmete sich Hans Figura ganz der Grafik und der Malerei. Er unternahm zahlreiche Studienreisen durch Europa und 1929 in die USA. Im Zweiten Weltkrieg als Artillerieoffizier eingesetzt, ließ er sich ab 1944 in Villach nieder. Wien blieb dennoch weiterhin seine wichtigste Wirkungsstätte.

## Werk
Figura widmete sich überwiegend der Landschaft, wobei den Schwerpunkt seines Schaffens Radierungen, besonders seine Farbradierungen bildeten. So entstanden zwischen 1918 und 1974 mehr als 850 Radierungen von hoher Präzision in der Wiedergabe des Landschaftscharakters und der Darstellung der darin vorkommenden Baulichkeiten. Er zeichnete im weichen, aquatintaartigen Stil, ähnlich den Werken seiner Künstlerkollegen, der Grafiker und Radierer Luigi Kasimir und Josef Eidesberger (* 1899, † 1991).
Er nutzte meisterhaft die atmosphärischen Möglichkeiten dieser Technik. Auch druckte er auf weißer Seide. Seine häufigsten Motive sind historisch, kulturell und touristisch bedeutsame Städte und Landschaften in Europa und den USA.
Mehrere Landschaftsgemälde entstanden in Öl, vorwiegend Motive aus der Zeit seiner Aufenthalte in Kärnten. 